# Simin Daneschwar

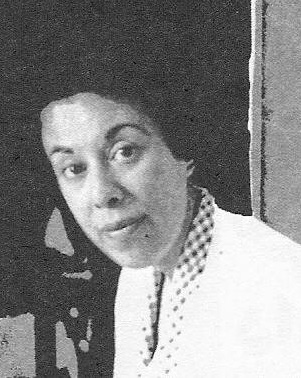
Simin Daneschwar

Simin Daneschwar, international auch Simin Daneshvar (persisch سیمین دانشور, DMG Sīmīn Dānešwar, Sīmīn Dānišwar; * 28. April 1921 in Schiras, Südiran; † 8. März 2012) war eine iranische Autorin von Kurzgeschichten und Romanen. Ihr Roman Suwaschun („Drama der Trauer“) gilt als Meisterwerk der iranischen Prosa des 20. Jahrhunderts. Sie setzt sich hier mit der innen- und außenpolitischen Situation Irans vor der Islamischen Revolution und deren Auswirkung auf das Privatleben ihrer Protagonistin Zari auseinander.

## Leben und Wirken
Nach dem Abitur an der englischen Schule in ihrer Heimatstadt studierte sie in Teheran Literatur, wo sie in einem amerikanischen Internat lebte. Obwohl ihre Eltern wohlhabend waren, der Vater war Arzt, arbeitete sie bereits während ihres Studiums für Radio Teheran und die Zeitung „Iran“, wo sie Anfang der 1940er Jahre unter dem Pseudonym „Schiraziye Binam“ Kurzgeschichten veröffentlichte. 1948 veröffentlichte sie als erste iranische Frau einen Erzählband, der unter dem Titel „Das erloschene Feuer“ (Ātesch chamūsch) 16 Kurzgeschichten vereinte, die zuvor in der Tageszeitung „Keyhān“, der Frauenzeitschrift „Bānu“ und dem Magazin „Omid“ erschienen waren. Ebenfalls im Jahr 1948, das auch das Jahr ihrer Promotion im Fach Literatur war, lernte sie den Schriftsteller und Essayisten Dschalāl Āl-e Ahmad kennen. 1950 heiratete sie Dschalāl Āl-e Ahmad, dessen Vater gegen die Verbindung seines Sohnes mit einer Frau war, die keine islamische Kopfbedeckung trug.
Auch nach ihrer Eheschließung blieb Simin Daneschwar literarisch aktiv. Sie ging ins Ausland und studierte von 1952 bis 1954 mit einem Fulbright-Stipendium an der Universität Stanford (USA). Wieder nach Iran zurückgekehrt, lehrte sie von 1961 bis zu ihrer Emeritierung 1981 als außerordentliche Professorin an der geisteswissenschaftlichen Fakultät der Universität Teheran, wo man ihr wegen ihrer kritischen Einstellung einen regulären Lehrstuhl verweigerte. 1968 wurde sie als erste Frau zur Vorsitzenden des neu gegründeten Schriftstellerverbandes Irans gewählt. Seit im Jahr 1969 ihr Mann aus ungeklärtem Grund aus dem Leben geschieden war, lebte sie als freie Schriftstellerin allein in Teheran.

## Werke
- Sārebān Sargardān („Der herumwandernde Kamelreiter“)
- Dschazire-ye Sargardāni („Die wandernde Insel“)
- Māh („Der Mond“)
- Suwaschun („Drama der Trauer“)
- Schahr-i mesl-e behescht („Eine Stadt wie das Paradies“)
- Be ki salām konam? („Wen sollte ich grüßen?“)

Außerdem übersetzte sie Werke von George Bernard Shaw, Anton Tschechow, Alberto Moravia, Nathaniel Hawthorne, William Saroyan und Arthur Schnitzler.

## Deutsche Ausgaben
Als erster Roman in deutscher Sprache ist „Drama der Trauer“ (Su wa Schun, persisch سووشن, ISBN 978-3-930761-07-4) erschienen. Danach folgten der Erzählband „Frag doch die Zugvögel“ (ISBN 978-3-930761-26-5) sowie Erzählungen in mehreren Anthologien.